# Albalat dels Sorells
Albalat dels Sorells é um município da Espanha na província de Valência, Comunidade Valenciana. Tem 4,6 km² de área e em 2021 tinha 4 110 habitantes (densidade: 893,5 hab./km²).

## Demografia
| Variação demográfica do município entre 1991 e 2004 | Variação demográfica do município entre 1991 e 2004 | Variação demográfica do município entre 1991 e 2004 | Variação demográfica do município entre 1991 e 2004 |
| --------------------------------------------------- | --------------------------------------------------- | --------------------------------------------------- | --------------------------------------------------- |
| 1991                                                | 1996                                                | 2001                                                | 2004                                                |
| 3538                                                | 3530                                                | 3499                                                | 3493                                                |